# Jednostka tyłowa
Jednostka tyłowa – oddział, samodzielny pododdział, zakład (np. szpital, warsztat, laboratorium), składnica (magazyn) służb tyłowych (kwatermistrzowskich i technicznych) – wchodzące w skład związków taktycznych lub operacyjnych bądź podlegające bezpośrednio właściwemu tyłowemu organowi zarządzania.
Termin i podział opisany w oparciu o źródła lat 60. i 70. XX w. i typowy dla Sił Zbrojnych PRL. Współcześnie (2025) dalece zmodyfikowany.

## Podział jednostek tyłowych
Według przeznaczenia i podporządkowania
- ogólnego przeznaczenia – podporządkowane bezpośrednio kwatermistrzowi
- specjalizowane – podporządkowane szefom służb

Według  struktury funkcjonalnej
- składy wojskowe (przeznaczone do utrzymywania zapasów materiałowych)
- oddziały transportowe (przeznaczone do dowozu środków materiałowych i przewozu wojsk)
- jednostki wojsk drogowych i kolejowych
- jednostki rurociągów
- pododdziały służby regulacji ruchu i służby dyspozytorskiej
- pododdziały medyczne, szpitale i inne urządzenia medyczne oraz specjalizowany transport sanitarny
- oddziały i urządzenia remontowe
- oddziały łączności tyłów
- urządzenia przetwórcze (np. piekarnie polowe, młyny polowe)
- inne urządzenia przeznaczone do zaopatrywania i obsługi wojsk.

Według szczebla organizacyjnego
- tyły batalionowe
- tyły pułkowe itd.

według rodzaju służby
- jednostki służby żywnościowej
- jednostki służby mundurowej,
- jednostki służby materiałów pędnych i smarów itd.

według szczebla
- oddziały tyłowe
- pododdziały tyłowe